# 南平軍 (熙寧)
南平军，中国宋朝时设置的军。
宋神宗熙宁八年（1075年），以渝州南川县、涪州隆化县置南平军，属于夔州路，治所在南川县（今重庆市綦江区古南镇北岸），下辖南川县、隆化县（今重庆市南川区）。宋理宗嘉熙三年（1239年），南平军治迁隆化县，元世祖至元二十二年（1285年）废南平军，改隆化县为南川县。